# 科納頓 (佛羅里達州)
科納頓（英語：Connerton）是位於美國佛羅里達州帕斯科縣的一個人口普查指定地區。

## 地理
科納頓的座標為28°18′09″N 82°27′45″W / 28.30250°N 82.46250°W，而該地最高點為海拔高度23米（即75英尺）。

## 人口
根據2010年美國人口普查的數據，科納頓的面積為34.26平方千米，當中陸地面積為32.95平方千米，而水域面積為1.31平方千米。當地共有人口2116人，而人口密度為每平方千米61人。